# Trachycephalus dibernardoi
Espèce
Statut de conservation UICN

 LC  : Préoccupation mineure
Trachycephalus dibernardoi est une espèce d'amphibiens de la famille des Hylidae.

## Répartition
Cette espèce se rencontre dans les États du Rio Grande do Sul et de Santa Catarina au Brésil et dans la province de Misiones en Argentine,.

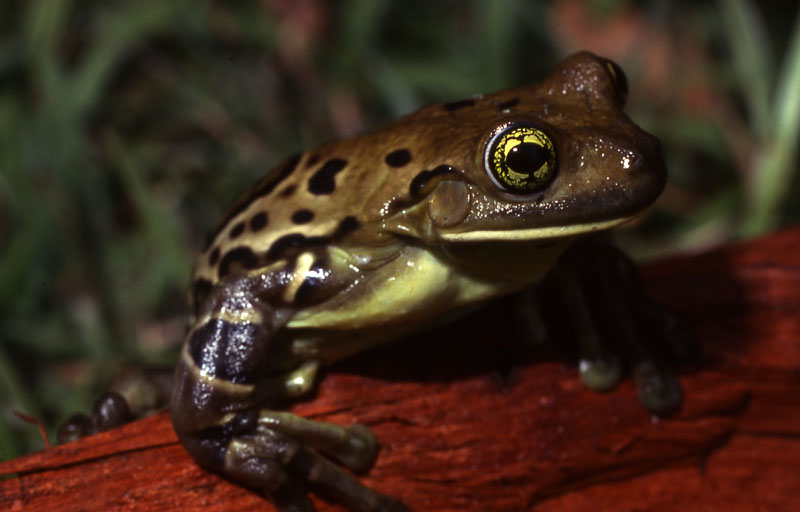
Trachycephalus dibernardoi

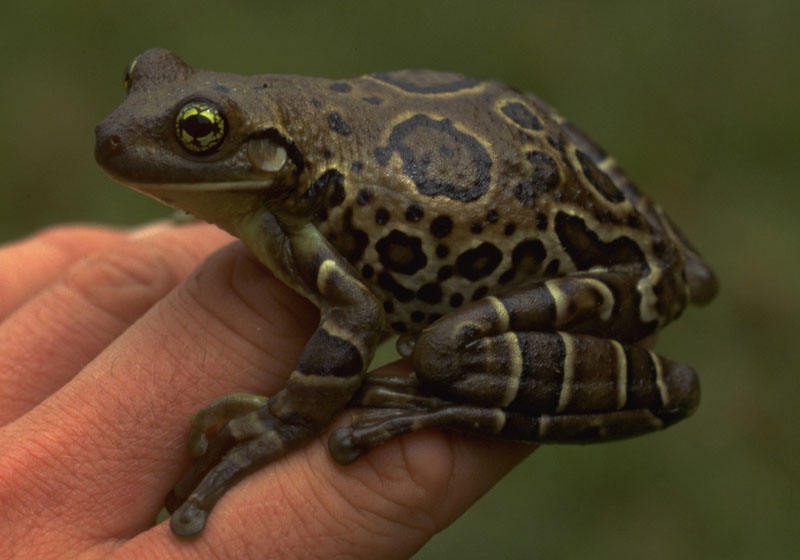
Trachycephalus dibernardoi

## Étymologie
Elle est nommée en l'honneur de l'herpétologiste Marcos Di-Bernardo.

## Publication originale
- Kwet & Solé, 2008 : A new species of Trachycephalus (Anura: Hylidae) from the Atlantic Rain Forest in southern Brazil. Zootaxa, no 1947, p. 53–67 (texte intégral).